# Can Vila (Esponellà)
Can Vila és una obra d'Esponellà (Pla de l'Estany) inclosa a l'Inventari del Patrimoni Arquitectònic de Catalunya.

## Descripció
Edifici de planta rectangular amb un pont que travessa el carrer i comunica amb uns annexes agrícoles. El pont presenta volta de creueria i dos arcs de pedra. La façana té una porta dovellada, balcons al pis i una galeria superior amb arcs de mig punt. La façana és arrebossada. La planta baixa guarda espitlleres a façanes. Sostre amb voltes de rajol a la planta baixa i coberta de teula àrab.